# Дија
Дија је мало ненасељено острво близу северне обале Крита, на 10 километара од града Ираклиона. На острву се налази мала угрожена популација критске козе кри-кри.